# Gernot Nussbächer
Gernot Nussbächer (n. 22 august 1939, Brașov, Regatul României – d. 21 iunie 2018, Brașov, România) a fost un istoric, arhivar, listă de scriitori de limba germană|scriitor de limba germană sas din România.
A studiat istoria, între 1956 și 1961, la Universitatea din Cluj. După absolvire, între anii 1962–1986 și apoi între 1990–2003, a lucrat la Arhivele Statului din Brașov.
În 1986 a fost mutat disciplinar la Biblioteca Județeană din Brașov, deoarece rude ale sale au emigrat în Elveția. A lucrat aici până în 1989.
Gernot Nussbächer este considerat unul din cei mai profilați și competenți specialiști în domeniul arhivisticii. 
Întregii sale activități îi stau mărturie cele 1591 de cărți și articole publicate.
A publicat 25 de cărți și broșuri, peste 100 de articole științifice rezultate din cercetările întreprinse cu privire la Johannes Honterus (1498–1549), reformator al sașilor transilvăneni.
A scris și multe lucrări despre orașul Brașov și alte așezări din Transilvania, a făcut cercetări privind fabricarea hârtiei, la tipografiile și la sistemul breslelor din Transilvania.
A publicat și articole în ziarul de limba germană Neuer Weg, cum ar fi:
- Beyder Nation Einwohner zu Danos (numărul 9179 din 1978), Von "magnum Ladislaum", "Lazzeln" und "Groszem Laszlen" (numărul 9226 din 1979),[4]
- Das Schloß auf dem Schloßberg (numerele 1056 și 1062 din 1981),[5]
- Die „Villa Lewenech“ von anno 1206 (Nr. 11667/1986),[6]
- Ein Herzogssitz im Unterwald. Aus der Ortgeschichte von Hamlesch (1990),
- Hamlesch wird freie Stuhlsgemeinde am Ende des 15. Jahrhunderts (1992),[7]

dar și în săptămânalul limba germană Karpatenrundschau: 
- Ein Glückwunschgedicht von 1668 in sächsischer Mundart (1987)[8] sau
- Gewürdigt und gepflegt. Das Orgelmusikwerk von Daniel Croner (Nr. 17 (2032), /1990)[9]

## Scrieri în volum
- Johannes Honterus - Sein Leben und Werk im Bild, Editura Kriterion, București, 1973
- Johannes Honterus / viața și opera în imagini, Editura Kriterion, București, 1977
- Aus Urkunden und Chroniken - Beiträge zur siebenbürgischen Heimatkunde , Editura Kriterion, București, 1981; 1990, ISBN 978-973-26-0144-0
- Aus Urkunden und Chroniken - Beiträge zur siebenbürgischen Heimatkunde. Zweiter Band, Editura Kriterion, București, 1985
- Din cronici și hrisoave, Editura Kriterion, București, 1987
- Aus Urkunden und Chroniken. Beiträge zur siebenbürgischen Heimatkunde. Dritter Band, Editura Kriterion, București, 1990.
- Beiträge zur Honterus-Forschung 1966-1989, Aldus und AKSL, Kronstadt / Heidelberg 2003
- Beiträge zur Honterus-Forschung 1989-2004, Aldus und AKSL, Kronstadt / Heidelberg 2005
- Aus Urkunden und Chroniken. Sechstes Band. Beiträge zur Geschichte von Zeiden in Mittelalter und Früher Neuzeit, Heidelberg, 2006
- Aus Urkunden und Chroniken - Sechster Band. Beiträge zur Geschichte von Zeiden in Mittelalter und Früher Neuzeit, Arbeitskreis f. Siebenbürgische Landeskde, 2006, ISBN 978-3-929848-59-5
- Aus Urkunden und Chroniken - Siebenter Band: Burzenland, Aldus und AKSL, Kronstadt / Heidelberg 2008

## Aprecierea operei sale
- Pentru a-i onora munca de o viață, un colectiv de istorici brașoveni a editat un volum omagial bilingv (română și germană) In honorem Gernot Nussbächer, volum îngrijit de Daniel Nazare, Ruxandra Nazare și Bogdan Florin Popovici, Brașov, Editura Foton, 2004, 469 p.,[10] care a fost lansat la Biblioteca Județeană George Barițiu din Brașov.
- În data de 25 august 2009 istoricului Gernot Nussbächer i-a fost decernată Medalia Honterus, în cadrul unei ceremonii organizate în sala festivă a Forumului German din Brașov.[11]
- În data de 21 decembrie 2021 Biblioteca Județeană "George Barițiu" Brașov a editat și lansat volumul omagial "In memoriam Gernot Nussbacher", coordonator dr. Ruxandra Nazare. [12]